# Das Lied der Wüste
Das Lied der Wüste ist ein deutsches Filmmelodram aus dem Jahre 1939 von Paul Martin mit Zarah Leander in der Hauptrolle.

## Handlung
Die Geschichte spielt in einem nordafrikanischen Mandatsgebiet. Hier, in der Wüstenei „Rocky Camp“, wird unter der Leitung des schwedischen Ingenieurs Nic Brenten ein Kupferbergwerk errichtet. Brenten verfolgt mit seinem Engagement idealistische und humanitäre Ziele und will die Lebenssituation der Einheimischen verbessern, während andere Interessierte, allen voran der wenig skrupelbehaftete Engländer Sir Collins, in erster Linie auf Profit aus sind. Neben dem geldgierigen Profiteur sind offenbar von Collins beauftragte Saboteure am Werk, die einen Erfolg Brentens verhindern wollen. Die Sicherheit durch die ortsansässigen Polizeikräfte ist unzulänglich, und so wird seitens des Kommissars um militärische Unterstützung zur Sicherung von Anlagen und Personal gebeten. Diese erscheint in Gestalt eines englischen Reiterregiments, das von Captain Frank Stanney angeführt wird, einem alten Freund Brentens.
Derweil versucht Sir Collins, Brenten zu bestechen und ihn so auf seine Seite zu ziehen. Brenten widersteht der Versuchung, obwohl er längst ein Auge auf die Stieftochter Collins, Grace, geworfen hat. Als Nic und Frank ihre alte Männerfreundschaft begießen und darum knobeln, wer um die Gunst Graces werben darf (da man sich einst versprochen hatte, dass niemals eine Frau die Freundschaft der beiden gefährden dürfe), geht Stanney als Sieger hervor. Allerdings hat Grace kein Interesse an ihm, sondern an Nic, und so wird der Schwede gegenüber seinem Freund wortbrüchig. Bald spitzt sich die Lage vor Ort zu: Sir Collins, der unbedingt das Kupferbergwerk in die Hände bekommen will, versucht Nic zum Einlenken zu bringen und setzt dabei auch Waffengewalt ein. Grace weiß nichts von den Umtrieben ihres Stiefvaters.
Der sät Unruhe und lässt einen Beduinenstamm überfallen. Frank Stanney erhält strikte Anweisung „von oben“, in dieser Angelegenheit nicht einzugreifen, da die Vorkommnisse nicht im Zusammenhang mit dem „Rocky Camp“ stünden. Nic will sich gegen die Angriffe zur Wehr setzen und baut mit den Beduinen als Selbstschutzmaßnahme eine Gegenwehr auf. Die Lage spitzt sich zu, als über das Kupferbergwerksgelände der Ausnahmezustand verhängt wird, und englische Soldaten Nic kurzerhand gefangen nehmen, um ihn an der Durchführung seiner Abwehrmaßnahmen zu hindern. Dessen Kumpel Frank erhält schließlich den Befehl, Nic sofort zu erschießen. Grace ist alarmiert und besorgt um ihren Liebsten. Sie versucht, Zeit zu gewinnen, da sie zu wissen glaubt, dass in rund einer Stunde Entsatz durch die Beduinenreiter zu erwarten ist. Sie singt Lied auf Lied vor den englischen Soldaten und schindet damit Zeit. Als schließlich Nic zur Exekution abgeführt wird, bricht sie zusammen. Im letzten Moment stürmen die Beduinen ins Lager, um Nic zu befreien. Es kommt zu einem Schusswechsel, bei dem Sir Collins tödlich getroffen wird. Nic kann nunmehr an Graces Seite in eine goldene Zukunft starten und sein edles Werk ungestört fortsetzen.

## Produktionsnotizen
Die Dreharbeiten zu Das Lied der Wüste begannen am 10. Juni 1939 und endeten kurz nach Ausbruch des Zweiten Weltkriegs im September desselben Jahres. Die feierliche Uraufführung dieses Leander-Films erfolgte am 17. November 1939 im UFA-Palast am Zoo in Berlin.
Herstellungsgruppenleiter Hans Conradi übernahm auch die Produktionsleitung. Otto Hunte und Karl Vollbrecht waren für die Filmbauten zuständig, die Kostüme stammten aus dem Kostümhaus Willi Ernst. Fritz Thiery sorgte für den guten Ton. Der Darsteller des schurkischen Sir Collins, Friedrich Domin, der hier sein Leinwanddebüt gab, assistierte darüber hinaus Regisseur Martin.

## Musik
Zarah Leander singt die folgenden Dostal-Lieder mit Texten von Bruno Balz:
- „Fatme, erzähl’ mir ein Märchen“
- „Heut abend lad’ ich mir die Liebe ein“
- „Ein paar Tränen werd’ ich weinen um dich“
- „Sagt dir eine schöne Frau ‚Vielleicht‘“

## Wissenswertes
Der Film transportiert in einigen Dialogstellen verklausulierte NS-propagandistische Elemente wie beispielsweise den „Heimat“-Begriff und das „Führerprinzip“. Außerdem fällt auf, dass der Held des Films ein (neutraler) Schwede ist, während der Schurke des Stücks, Sir Collins, als Inkarnation des raffgierigen, schurkischen und ausbeuterischen Engländers angelegt wurde.
Der Film kostete 1,54 Millionen Reichsmark und verzeichnete bis Februar 1941 Einnahmen in Höhe von 2,576 Millionen Reichsmark. Trotz des Gewinns von rund einer Million RM gilt Das Lied der Wüste (im Vergleich zu anderen Zarah-Leander-Filmen jener Jahre) als einziger Misserfolg Leanders bei der UFA.

## Kritiken
Zarah Leander war mit dem Resultat sehr unzufrieden, sie selbst bezeichnete Das Lied der Wüste als „ihren schlechtesten Film“.
Paimann’s Filmlisten lobte zwar die darstellerischen und gesanglichen Leistungen von Leander, fand aber, dass die „sich allerlei Zufälle und gesuchter Konflikte bedienende Handlung“ in Das Lied der Wüste „weniger originell“ sei.
Das Lexikon des Internationalen Films fand an dem Film wenig Gefallen und sprach folgendes Verdikt aus: „Schmalzige Orient-Abenteuer-Kolportage mit schwülstigen Liedern, in der die damals 37jährige [sic!] Zarah Leander sich als verzücktes Schulmädchen aufführen muß.“